# Olivella bullula
Olivella bullula är en snäckart som först beskrevs av Reeve 1850.  Olivella bullula ingår i släktet Olivella och familjen Olividae. Inga underarter finns listade i Catalogue of Life.